# She's on My Mind
She's on My Mind è un singolo del cantautore britannico JP Cooper, pubblicato il 21 luglio 2017 come quarto estratto dal primo album in studio Raised Under Grey Skies.

## Successo commerciale
Il singolo ha ottenuto successo in Europa; in Italia è entrato in rotazione radiofonica a partire da settembre 2017.
La canzone ha raggiunto la posizione #51 della classifica italiana ufficiale Top Singoli FIMI.
Ha ottenuto a fine 2017 la certificazione disco d'oro dalla FIMI.

## Video musicale
Il videoclip pubblicato il 27 settembre 2017 sul canale Vevo-YouTube del cantante mostra un luogo chiuso composto per la maggior parte da ragazze che stanno bevendo e da una ragazza che fa il karaoke.

## Classifiche
| Classifica (2017) | Posizione raggiunta |
| ----------------- | ------------------- |
| Belgio (Fiandre)  | 10                  |
| Belgio (Vallonia) | 11                  |
| Italia            | 51                  |
| Regno Unito       | 93                  |
| Ungheria          | 30                  |